# Джон Менса
Джон Менса́ (англ. John Mensah; нар. 29 листопада 1982, Обуасі, Гана) — ганський футболіст. Захисник та шведського клубу «АФК Ескільстуна». У минулому — гравець збірної Гани.

## Досягнення
- Фіналіст чемпіонату світу серед молодіжних команд: 2001
- Кубок африканських націй
  - Фіналіст: 2010
  - 3-є місце: 2008